# Powiat horecki

Powiat horecki na mapie guberni mohylewskiej

Powiat horecki — dawny powiat guberni mohylewskiej. W roku 1881 miał 5100 mieszkańców. 
Na jego dawnym obszarze dziś leżą następujące rejony:
- horecki obwodu mohylewskiego oraz
- dubrowieński obwodu witebskiego Białorusi.